# Distretto di Na Hang
Il distretto di Na Hang (vietnamita: Na Hang) è un distretto (huyện) del Vietnam che nel 2019 contava 43.248 abitanti.
Occupa una superficie di 1.472 km² nella provincia di Tuyen Quang. Ha come capitale la città omonima.